# TV Globo Internacional
TV Globo Internacional, também conhecida pelo acrônimo TVGI ou simplesmente Globo, é um canal brasileiro de televisão por assinatura, transmitido 24 horas via satélite e cabo com os parâmetros digitais, totalmente em português. Seu público-alvo é de aproximadamente 55,5 milhões de pessoas, incluindo brasileiros, portugueses e lusófonos. Atualmente, estão disponíveis a aproximadamente 500.000 assinantes premium em todo o mundo.
Em novembro de 2021, foi anunciado o encerramento das transmissões em todos os países da Europa, exceto Portugal, a partir de 31 de dezembro. Desde então, os telespectadores estão acompanhando a programação da Globo Internacional através do Globoplay.

## Programas

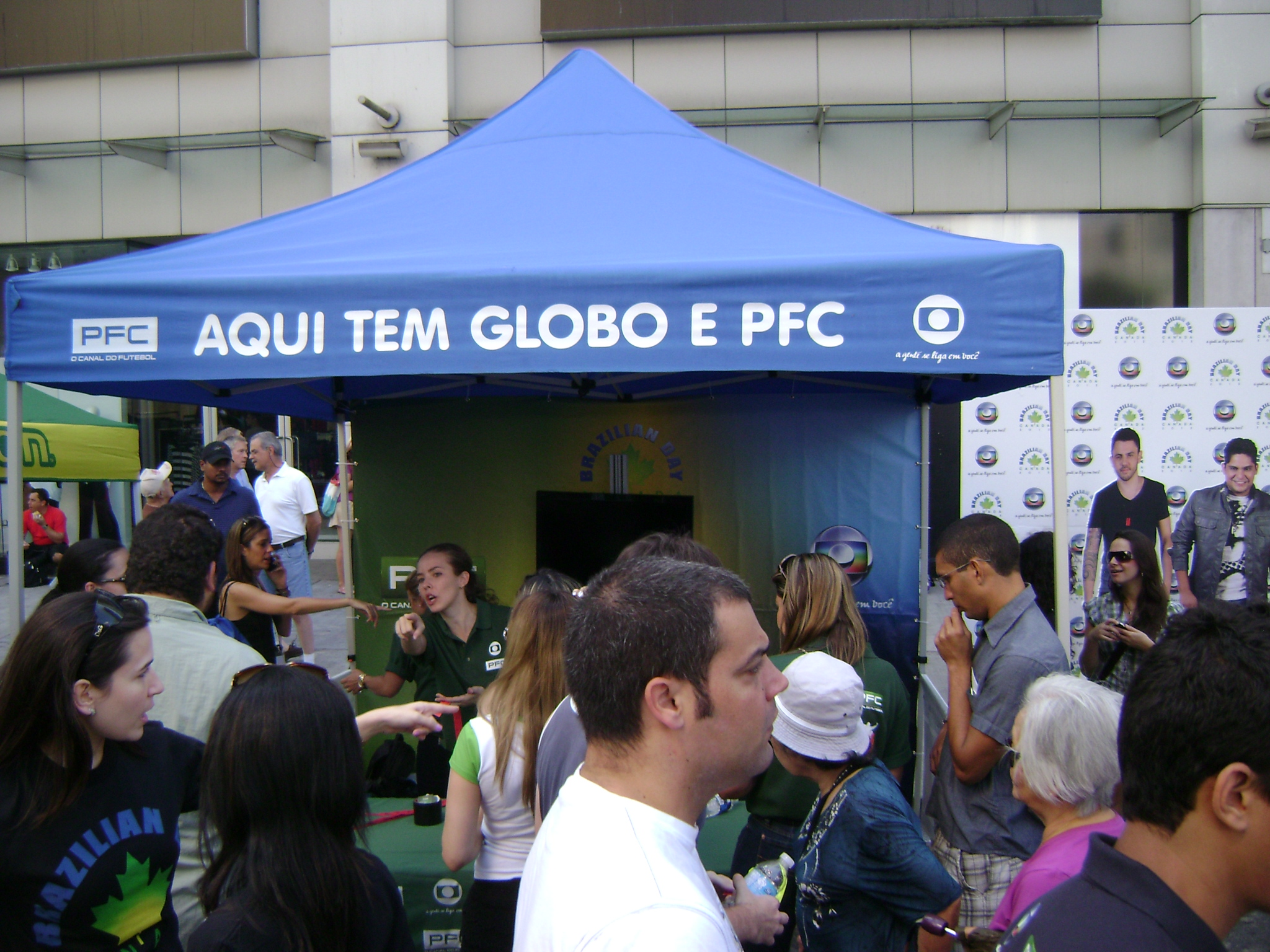
Barraca da Globo Internacional no Brazilian Day Canada 2012.

A TV Globo Internacional oferece mais de quatro mil horas/ano de programas de entretenimento, incluindo novelas, séries, minisséries, desenhos, festivais de música, programas humorísticos, documentários, noticiários e futebol ao vivo. O sinal do canal é gerado pela TV Globo no Rio de Janeiro, e transmitido via satélite para os diferentes distribuidores internacionais. O acesso ao canal se dá através de operadores locais de cabo ou satélite. Atualmente, estão disponíveis em mais de 130 países em quatro continentes: África, América, Europa (apenas Portugal) e Oceania.
A programação da TVGI é similar a da TV Globo no Brasil, mas, por se tratar de um canal internacional, nem toda a programação gerada no Brasil pode ser exibida (em função dos direitos de transmissão internacionais). Também são feitos rodízios na grade dos programas para os seus assinantes em 115 países, a fim de oferecer maior variedade. A TVGI, além das novelas e minisséries produzidas pela TV Globo no Brasil, transmite ainda telejornais  - como o Bom Dia Brasil, Bom Dia Sábado, Jornal Hoje, Jornal Nacional e o Jornal da Globo -, futebol ao vivo, programas humorísticos e de auditório, além das 3 novelas atualmente exibidas no Brasil. A  TV Globo Internacional não exibe o telejornal Hora Um da Notícia. No mesmo horário, são exibidas reprises de Encontro com Patrícia Poeta, Mais Você, e das novelas das 18h, 19h e 21h.
Os capítulos vão ao ar um dia depois da transmissão no Brasil, em função das diferenças de fuso horário e edição. O mesmo acontece em relação à série Malhação. No caso do Vale a Pena Ver de Novo, a telenovela transmitida à determinada região não necessariamente será a mesma que estará sendo exibida no Brasil. Seriados como A Diarista, Casseta & Planeta Urgente, A Grande Família e Caldeirão com Mion, Domingão com Huck e Zorra Total, entre outros também são transmitidos pela TVGI. O assinante pode acompanhar os jogos do Campeonato Brasileiro, Copa do Brasil e alguns campeonatos estaduais. A TV Globo Internacional também transmite o Carnaval Brasileiro, filmes nacionais através da Sessão Brasil, o Programa do Jô, Esporte Espetacular e shows.
Transmitiu produções próprias Planeta Brasil EUA, Planeta Brasil Japão, Cá Estamos, Conexões e Aprendendo Japonês, que trazia o melhor das comunidades brasileiras no exterior.
Além disso, também transmitiu alguns programas do GNT como Bela Cozinha, Superbonita e Decora e noticiários da Globo News como Jornal Globo News, no horário do Praça TV, Manhattan Connection, Globo News Internacional, Sem Fronteiras e o Estúdio i, no horário da Sessão da Tarde.
Desde 2023, a TV Globo Internacional tem apresentado sua grade quase na íntegra, com exceção dos telejornais locais Bom Dia Praça e Praça TV 1 e 2. Programas como A Grande Família, Toma Lá, Dá Cá, Vai Que Cola, Globo Repórter, Encantados e Profissão Repórter, são exibidos no lugar dos referidos telejornais locais bem como em outros horários para atrasar a grade. Ademais, a programação matutina é transmitida com um atraso de 1 hora, enquanto no horário da Sessão da Tarde são exibidos capítulos das novelas das seis, das sete e das nove. O sinal da TV Globo Internacional para Europa, América, Oceania e Ásia apresenta as mesmas reprises de novelas exibidas no Brasil, incluindo as novelas em exibição em edição especial e no Vale a Pena Ver de Novo.
Para o sinal destinado à África, são transmitidos títulos distintos para as reprises da edição especial e do Vale a Pena Ver de Novo. Aos domingos, no horário matutino, a TV Globo Internacional não exibe a Santa Missa com Padre Marcelo Rossi. Em seu lugar, são transmitidos a reprise do capítulo de sábado da novela das nove, assim como a edição da semana anterior de programas como Globo Rural, Globo Repórter, Terra de Minas e Terra da Gente.
Já no período da tarde, durante transmissões de jogos de futebol, os programas mencionados são retransmitidos ou substituídos por uma edição especial da Sessão Brasil e Cinema Especial.Além disso, outros programas como Tô de Graça, Baby e Rose, Pais de Primeira, As Brasileiras, Expedição Rio são exibidos ocasionalmente na programação da TV Globo Internacional.
Desde junho de 2025, durante a Copa do Mundo de Clubes da FIFA, a TV Globo Internacional iniciou a exibição dos programas O Dono do Lar, Cidades e Soluções e Liderança S/A.

## Direção Geral de Jornalismo e Esporte da TV Globo
Em seus escritórios, ganham destaque os de Nova Iorque (escritório regional das Américas/Oceania), Londres (escritório regional da Europa/África/Oriente Médio) e Tóquio (escritório regional da Ásia).

### Jornalismo
| Cidade       | País           | Profissional |
| ------------ | -------------- | --- |
| Nova York    | Estados Unidos | - Jorge Pontual - Sandra Coutinho - Felipe Santana - Carolina Cimenti - Guga Chacra - Ismar Madeira - Candice Carvalho - Felippe Coaglio - Nilson Klava |
| Washington   | Estados Unidos | - Raquel Krähenbühl |
| Buenos Aires | Argentina      | - Ariel Palacios |
| Santiago     | Chile          | Indefinido |
| Londres      | Reino Unido    | - Cecília Malan - Natalie Reinoso - Rodrigo Carvalho - Murilo Salviano                                                                                  |
| Lisboa       | Portugal       | - Leonardo Monteiro |
| Madrid       | Espanha        | Ana Beatriz Farias |
| Paris        | França         | Paola De Orte |
| Roma         | Itália         | - Ilze Scamparini Mirticeli Medeiros |
| Zurique      | Suíça          | - Bianca Rothier |
| Bruxelas     | Bélgica        | Artur Capuani |
| Tel Aviv     | Israel         | Indefinido |
| Tóquio       | Japão          | indefinido |
| Joanesburgo  | África do Sul  | - Indefinido |

### Esportes
| Cidade       | País           | Profissional        |
| ------------ | -------------- | ------------------- |
| Nova York    | Estados Unidos | - André Gallindo    |
| Londres      | Reino Unido    | indefinido          |
| Paris        | França         | - Guilherme Pereira |
| Madri        | Espanha        | - Fernando Kallás   |
| Buenos Aires | Argentina      | - Raphael Sibilla   |
| Tóquio       | Japão          | indefinido          |

### América
- Canadá
- Estados Unidos
- Porto Rico
- México
- Aruba
- Costa Rica
- Curaçau
- Guatemala
- Honduras
- Panamá
- Haiti
- El Salvador
- Argentina
- Bolívia
- Chile
- Colômbia
- Equador
- Paraguai
- Peru
- Suriname
- Uruguai

Na América, além do canal premium Globo Internacional que é transmitida programação praticamente simultânea com a brasileira e com o áudio original, a emissora conta com a TV Passiones da Hemisphere Media Group como a principal parceira na América Latina e Estados Unidos, tendo em sua programação diariamente novelas e séries da Globo exibidas dubladas em espanhol.

### África
- África do Sul
- Angola (através da Globo On)
- Argélia
- Botswana
- Burundi
- Cabo Verde (através da Globo On)
- República do Congo
- Costa do Marfim
- Egito
- Etiópia
- Gabão
- Guiné-Bissau (através da Globo On)
- Líbia
- Malawi
- Marrocos
- Moçambique (através da Globo On)
- Namíbia
- Quênia
- São Tomé e Príncipe (através da Globo On)
- Essuatíni
- Tanzânia
- Tunísia
- Uganda
- Zâmbia
- Zimbabwe

Em Angola e Moçambique além do canal Globo Africa, em julho de 2015 foi criado o canal Globo On com a exibição de novelas, séries e comédias. Nos países africanos cujo idioma oficial é o inglês e o francês as novelas da emissora são exibidas totalmente dubladas pelo canal Nina TV, principal parceira da Globo no continente africano.

### Europa
- Albânia
- Alemanha
- Andorra
- Áustria
- Bélgica
- Bielorrússia
- Bósnia e Herzegovina
- Bulgária
- Cazaquistão
- Chipre
- Croácia
- Dinamarca
- Eslováquia
- Eslovênia
- Espanha
- Estónia
- Finlândia
- França
- Geórgia
- Grécia
- Países Baixos
- Hungria
- Irlanda
- Islândia
- Itália
- Letónia
- Liechtenstein
- Lituânia
- Luxemburgo
- Macedônia do Norte
- Malta
- Moldávia
- Montenegro
- Noruega
- Polónia
- Portugal (através do Canal Globo e da Globo Now)
- Reino Unido
- Chéquia
- Roménia
- Rússia
- Sérvia
- Suécia
- Suíça
- Ucrânia

Em 2021, a Globo retirou do ar o seu sinal internacional das operadoras de televisão por assinatura dos países europeus (exceto Portugal). O sinal e o conteúdo para esses países passa a ser disponibilizado na plataforma de streaming Globoplay. Em Portugal a emissora possui dois canais, o Canal Globo, que exibe novelas, comédias e programas de auditório, e a Globo Now que retransmite o sinal da GloboNews.

### Ásia e Oriente Médio
- Arábia Saudita
- Armênia
- Azerbaijão
- Bahrein
- Cazaquistão
- China
- Emirados Árabes Unidos
- Filipinas
- Hong Kong (através da TVB)
- Irão
- Iraque
- Israel
- Timor-Leste (através da RTTL)
- Jordânia
- Kuwait
- Líbano
- Omã
- Palestina
- Catar
- Quirguistão
- Síria
- Tajiquistão
- Turquemenistão
- Turquia
- Uzbequistão
- Coreia do Sul (através do TeleNovela Channel)

No Japão a Globo possuiu um escritório localizado em Tóquio e uma emissora de TV que retransmitiu a programação da TV Globo Internacional para a comunidade brasileira que vive no país, por 22 anos e encerrada em 2019, chamada IPCTV. Na Coreia do Sul a emissora tem um acordo com o grupo EGP para exibição de 10 mil horas de programação brasileira legendada em coreano no canal TeleNovela Channel, o mesmo tipo de parceria também foi firmado entre a Globo e a RTTL de Timor-Leste.
Em Macau, a transmissão é feita através da Teledifusão de Macau em sinal aberto desde 2007.

### Oceania
- Austrália
- Nova Zelândia

Na Austrália e Nova Zelândia a Globo está presente na operadora Luso Vision, especializada em canais portugueses e brasileiros, no continente a operadora retransmitia a IPCTV, a emissora japonesa afiliada a Globo Internacional.

## Logotipos

Logotipo da TV Globo Internacional utilizado de 2008 a 2012.

O antigo logotipo da TVGI, usado de 2008 a 2014, é composto de uma esfera azul com um retângulo de cantos arredondados e extremidades desiguais, o qual apresenta um espectro nas cores azul, verde, amarelo e vermelho. Dentro desse retângulo prismático, assenta-se uma pequena esfera platinada de tamanho médio, que, na verdade trata-se do mesmo logotipo da TV Globo brasileira, porém, o diferencial é que a baixo apresentam-se as palavras "TV Globo Internacional". A partir de 2012, mudou o logotipo com as palavras "Globo".
O projeto é de autoria do designer austríaco Hans Donner, criador de diversos logotipos da emissora desde 1976. Segundo ele, a esfera representa o mundo, e o retângulo, uma tela de televisão que exibe o próprio mundo. Segundo ele, foi elaborado especialmente para homenagear a chegada da televisão digital brasileira aberta.

Logotipo da TV Globo Internacional utilizado desde 2008.
Logotipo da TV Globo Internacional utilizado de 2015 a 2021.
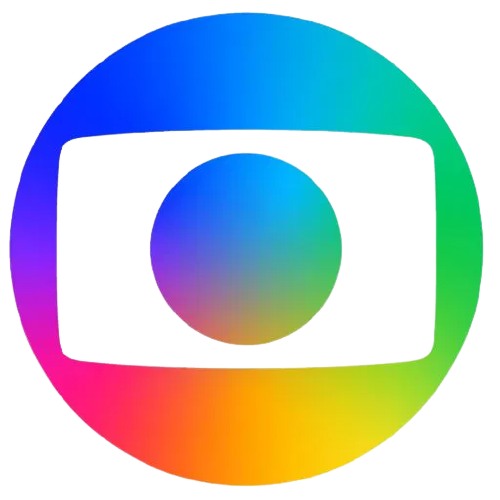
Logotipo da TV Globo Internacional utilizado de 2021 a 2025.
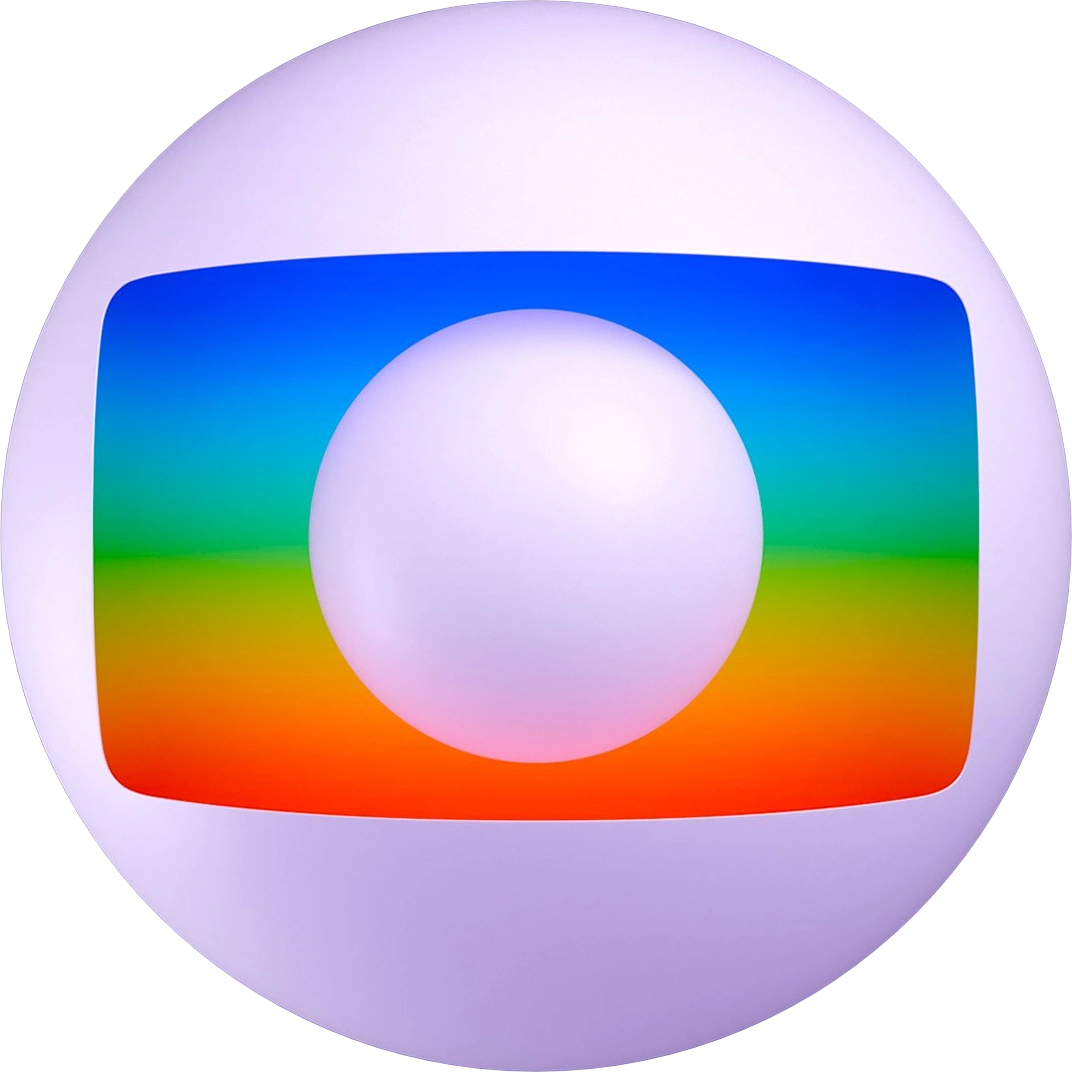
Logotipo da TV Globo Internacional utilizado desde 2025.

## TV Globo Internacional em Espanhol
Em julho de 2014, Alberto Pecegueiro, diretor-geral da Globosat confirmou que até o final de setembro seria decidido o parceiro hispânico da Globo para lançamento do canal Globo Latinoamérica, sendo a Caracol Televisión da Colômbia apontada como possível principal parceira. O principal objetivo desse canal seria atender a crescente demanda dos países da America Latina e hispânicos nos Estados Unidos por novelas, filmes e séries brasileiras que já fazem enorme sucesso no exterior. Entretanto, isso acabou não acontecendo.